# جمرة خبيثة
الجمرة الخبيثة أو حمى تفحمية أو مرض الجمرة ٲو ٲنثراكس هو مرض حاد تسببه بكتيريا الجمرة الخبيثة. والتي تصيب الحيوانات. أكثر أشكال المرض قاتلة بدرجة عالية. توجد لقاحات فعالة ضد مرض الجمرة الخبيثة، وبعض أشكال هذا المرض يستجيب بشكل جيد للعلاج بالمضادات الحيوية.
مثل أعضاء آخرين كثيرين في جنس العصيات، يمكن لبكتيريا الجمرة الخبيثة تشكيل بكتيريا كامنة قادرة على البقاء على قيد الحياة في ظروف قاسية للغاية لفترات طويلة من الزمن، وحتى عقود أو قرون. هذه الجراثيم يمكن أن تكون موجودة في جميع القارات، وحتى القطب الجنوبي. عندما يتم استنشاق الجراثيم أو بلعها أو تتلامس مع الجروح الجلدية للمضيف قد تنشط وتتكاثر بسرعة.
تصيب الجمرة الخبيثة عامة الثدييات آكلة الأعشاب البرية والمستأنسة، التي تتناول طعاما أو تستنشق الجراثيم أثناء الرعي. ويعتقد أن الابتلاع هو الطريقة الأكثر شيوعا لإصابة الحيوانات آكلة العشب بالجمرة الخبيثة. وقد تصاب الحيوانات آكلة اللحوم التي تعيش في نفس البيئة بالعدوى عن طريق افتراس الحيوانات المصابة. ويمكن ان تنقل الحيوانات المريضة الجمرة الخبيثة إلى البشر، إما عن طريق الاتصال المباشر (مثل تلامس الدم المصاب بالجلد المفتوح) أو أكل لحم الحيوانات المريضة.
يوصى بتلقيح الجمرة الخبيثة للأشخاص المعرضين لمخاطر عالية. ومن المستحسن تحصين الحيوانات ضد الجمرة الخبيثة في المناطق التي وقعت فيها العدوى السابقة. شهرين من المضادات الحيوية، مثل دوكسي سيكلين أو سيبروفلوكساسين، بعد التعرض يمكن أيضا منع العدوى. في حالة حدوث العدوى العلاج مع المضادات الحيوية وربما الترياق. نوع وعدد المضادات الحيوية المستخدمة يعتمد على نوع العدوى. ويوصى بأنتيتوكسين لأولئك الذين يعانون من العدوى على نطاق واسع.
ويمكن أن تنتج جراثيم الجمرة الخبيثة في المختبر وتستخدم كسلاح بيولوجي. لا تنتشر الجمرة الخبيثة مباشرة من الحيوانات المصابة أو من شخص إلى آخر، بل تنتشر عن طريق الجراثيم. هذه الجراثيم يمكن أن تنقل عن طريق الملابس والأحذية. ويمكن أن تكون جثة الحيوان الذي نفق بسبب الجمرة الخبيثة مصدرا لجراثيم الجمرة الخبيثة.

## نبذة عامة

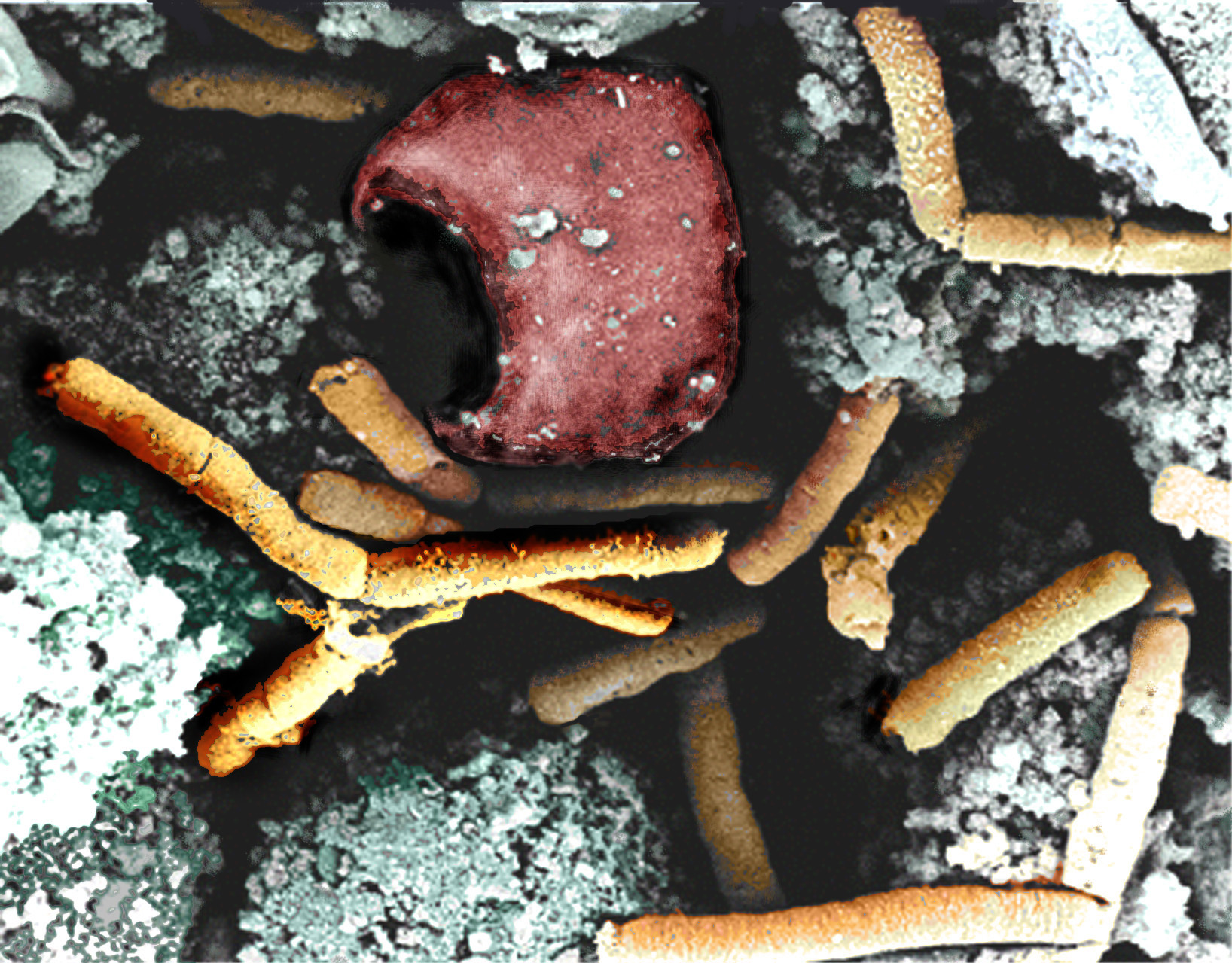
اللون معززة للمسح الإلكترون micrograph يظهر التهاب الطحال من أنسجة قرد مع الجمرة الخبيثة الاستنشاق ؛ المميز ورود على شكل عصيات (الصفراء) وكريات الدم الحمراء (الحمراء).

الجمرة الخبيثة هي واحدة من أقدم الأمراض التي سجلت لرعي الحيوانات مثل الابقار والأغنام ويعتقد أنها هي الطاعون السادس المذكور في سفر الخروج في التوراة.  الجمرة الخبيثة ذكرها أيضا هوميروس (في الإلياذة)، فيرجيل (في الزراعيات)، وأبقراط. يمكن أن تنجم العدوى البشر عن طريق الاتصال مع جلود الحيوانات المصابة، والفراء، والصوف، والجلود أو التربة الملوثة. أصبحت الجمرة الخبيثة الآن نادرة إلى حد ما في البشر، وعلى الرغم من أنها ما زالت نحدث بشكل منتظم في الحيوانات المجترة مثل الأبقار والأغنام والماعز، والإبل، والجاموس البري والظباء، والحيوانات ذات المصران الخلفي مثل الحمار الوحشي ووحيد القرن، وغيرها من الحيوانات البرية مثل الفيلة والأسود في مناطق موبوءة معينة في العالم.
تنتقل بكتيريا الجمرة الخبيثة عن طريق التربة، لما لها من عمر طويل، فهي لا تزال موجودة على الصعيد العالمي وعلى مواقع دفن الحيوانات من الجمرة الخبيثة، قتل الحيوانات لعقود عديدة؛ جراثيم قد المعروف أن الحيوانات هاجمها أكثر من 70 عاما بعد مواقع الدفن من الجمرة الخبيثة - انزعج الحيوانات المصابة.
حتى القرن العشرين، قتلت الجمرة الخبيثة مئات الآلاف من الحيوانات والبشر في كل عام في أوروبا وآسيا وأفريقيا وأستراليا، وجنوب فيتنام، وتحديدا في معسكرات الاعتقال خلال الحرب العالمية الأولى، وأمريكا الشمالية. طور العالم الفرنسي لويس باستور أول لقاح فعال لمرض الجمرة الخبيثة في عام 1881. وبسبب برامج التطعيم الحيوانية، وتعقيم المواد الخام من النفايات الحيوانية، وبرامج القضاء على الجمرة الخبيثة في أمريكا الشمالية وأستراليا ونيوزيلندا وروسيا وأوروبا وأجزاء من أفريقيا وآسيا، أصبحت عدوى الجمرة الخبيثة الآن نادرة نسبيا في الحيوانات الأليفة سوى بضع عشرات من الحالات الطبيعية المبلغ عنها في كل عام. والجمرة الخبيثة أكثر ندرة في القطط والكلاب: ولم توجد حالة موثقة الكلاب في الولايات المتحدة منذ عام 2001، على الرغم من أن المرض يصيب الماشية. لا تسبب الجمرة الخبيثة عادة المرض في الحيوانات آكلة اللحوم والقمامة، حتى عندما تأكل هذه الحيوانات النافقة المصابة بالجمرة الخبيثة. لا يتفشي مرض الجمرة الخبيثة في بعض قطعان الحيوانات البرية بانتظام.
ويشيع المرض أكثر في البلدان النامية دون انتشار الطب البيطري أو برامج صحة الإنسان العامة.
هناك 89 سلالة معروفة من الجمرة الخبيثة. السلالة القاتلة أميس Ames، هي التي استخدمت في هجمات الجمرة الخبيثة عام 2001 في الولايات المتحدة. ومع ذلك، فإن سلالة Vollum، التي طورت ولكنها لم تستخدم كسلاح بيولوجي خلال الحرب العالمية الثانية، هي أكثر خطورة. وVollum (أيضا يشار لها خطئأ ب Vellum) هي سلالة كانت معزولة في عام 1935 من بقرة في أكسفورد، المملكة المتحدة. هذه هي نفس السلالة التي تم استخدامها أثناء المحاكمات جزيرة جرونارد للأسلحة البيولوجية. وويوجد نسخة أخرى من Vollum معروفة باسم "Vollum 1B" كانت تستخدم خلال الستينات في برامج الأسلحة البيولوجية الأمريكية والبريطانية. وهناك اعتقاد واسع ان Vollum 1B  عزله ويليام أ. بويلز (46 عاما) العالم في مختبرات الحرب البيولوجية في الجيش الاميركي في معسكر (فورت لاحقا) ديتريك، الذي توفي في عام 1951 بعد اصابته بدون قصد بسلالة Vollum. وأيضا سلالة ستيرن Sterne ، التي سميت على اسم ماكس ستيرن، وهي سلالة ضعيفة تستخدم كلقاح.

## وصف البكتيريا

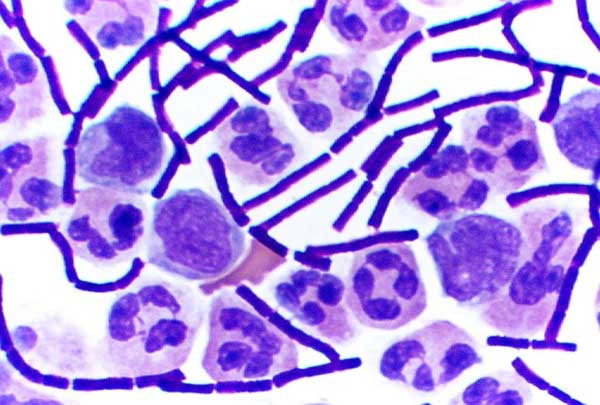
غرام بكتريا الجمرة الخبيثة إيجابية (قضبان الأرجواني) في عينة السائل النخاعي. إذا كان موجودا، فإن سلبية الغرام الأنواع البكتيرية تظهر الوردي. (وغيرها من الخلايا هي خلايا الدم البيضاء).

بكتيريا الجمرة الخبيثة هي على شكل قضيب، إيجابي الجرام، بكتيريا هوائية ولاهوائية اختيارية، حجمها حوالي من 1 إلى 9 ميكرومتر. وقد بين روبرت كوخ أنها تسبب المرض في 1877. عادة ما تقع بكتيريا في شكل أبواغ في التربة، ويمكنها البقاء على قيد الحياة لمدة تصل إلى عشرات السنين في هذه الحالة. غالبا ما تصاب العواشب عند الرعي أو التجول، وخاصة عند تناول النباتات الخشنة، المهيجة أو الشائكة: ويفترض ان هذه النباتات تسبب جروح داخل القناة الهضمية وتسمح بدخول الجراثيم البكتيرية إلى الأنسجة، على الرغم من ذلك لم يؤكد. وبمجرد بلعها أو وضعها على جروح مفتوحة، تبدأ البكتيريا بالتكاثر داخل الحيوان أو الإنسان، وعادة ما يقتل المضيف في غضون بضعة أيام أو أسابيع. وتنبت الجراثيم في موقع الدخول إلى الأنسجة ثم نتشر عبر الدورة الدموية المفاوية، حيث تتكاثر البكتيريا. وتنتج البكتيريا سمين قويين (سم إديما وسم ليثال) الذين يسببوا الموت. يمكن للأطباء البيطريين غالبا معرفة الجمرة الخبيثة المحتملة التي تسبب الموت قبل وقوعها، وبحلول الظلام، وعدم تخثر الدم التي ترشح من فتحات الجسم. معظم بكتيريا الجمرة الخبيثة داخل الجسد بعد الموت هي خارج تنافس ودمرتها البكتيريا اللاهوائية في غضون دقائق إلى ساعات بعد الوفاة. ومع ذلك، بكتريا الجمرة الخبيثة الخضري أن الهروب من الجسم عن طريق الدم أو عن طريق ناز افتتاح الذبيحة قد شكل أبواغ هاردي. أحد أشكال بوغ في أحد أنواع بكتيريا الخضري. مشغلات لتشكيل بوغ ليست معروفة بعد، على الرغم من التوتر وانعدام الاوكسجين من المواد المغذية قد تؤدي أدوارا. بمجرد تشكيلها، وهذه الجراثيم من الصعب جدا القضاء عليها.
العدوى من الحيوانات العاشبة (وأحيانا البشر) من طريق الاستنشاق عادة العائدات على النحو التالي: بمجرد ما استنشقت جراثيم، فهي تنقل عبر ممرات الهواء في الأكياس الهوائية الدقيقة (الحويصلات الهوائية في الرئتين. الجراثيم ثم يتم انتقاؤها من قبل خلايا زبال (بالعات ليالي في الرئتين ويتم نقلها عبر السفن الصغيرة (مفاوية) إلى الغدد الليمفاوية في تجويف الصدر المركزية (mediastinum). الأضرار التي تسببها جراثيم الجمرة الخبيثة والعصيات لتجويف الصدر وسط يمكن أن تسبب ألم في الصدر وصعوبة في التنفس. مرة واحدة في العقد اللمفاوية، وجراثيم تنبت في عصيات النشطة التي تتكاثر وانفجر في نهاية المطاف على الضامة، والإفراج عن العديد من العصيات في مجرى الدم ليتم تحويلها إلى كامل الجسم. مرة واحدة في مجرى الدم هذه العصيات الإفراج عن ثلاث مواد هي: العوامل الفتاكة، وذمة وعامل مستضد واقية. مستضد واقية يجمع بين هذه العوامل مع اثنين اخرين لتشكيل والتكسينية السامة المميتة ذمة، على التوالي. هذه السموم هي العوامل الأساسية للتدمير الأنسجة، والنزيف، والموت للمضيف. المضادات الحيوية إذا كانت تدار بعد فوات الأوان، حتى لو كانت المضادات الحيوية للقضاء على البكتيريا، وسوف تستضيف بعض ما زالوا يموتون. هذا هو بسبب السموم التي تنتجها عصيات البقاء في النظام عند مستويات جرعة مميتة.
للدخول إلى الخلايا، وذمة والعوامل المميتة استخدام بروتين آخر تنتجها B. الجمرة الخبيثة، مستضد واقية. الوذمة عامل يعطل العدلات ق (نوع من خلايا أكلة وتتواجد) بحيث أنها لا يمكن أن phagocytose البكتيريا. تاريخيا، كان يعتقد ان القاتل عامل تسبب الضامة لجعل تي. انترلوكين 1 ألفا وبيتا (IL1B)، وكلاهما مكونات طبيعية للجهاز المناعي تستخدم للتحريض على تفاعل التهابي، مما يؤدي في النهاية إلى التفسخ الصدمة والموت. ومع ذلك، تشير القرائن الأخيرة إلى أن مرض الجمرة الخبيثة كما يستهدف خلايا بطانية (الخلايا التي خطوط تجاويف المصلية والليمفاوية والأوعية الدموية)، مما تسبب في تسرب السوائل من الأوعية الدموية والخلايا، وأخيرا صدمة نقص حجم الدم (انخفاض حجم الدم)، وصدمة خمجية.

### عوامل انتشاربكتيريا الجمرة الخبيثة
ترجع سمية مرض الجمرة الخبيثة إلى عاملين من فوعة الجراثيم: (اولا) حمض البولي جوتاميك، الذي يحمي البكتيريا من البلعمة من عدلات المضيف، و (ثانيا) مادة سامة ثلاثية البروتين، تسمى توكسين الأنثراكس.و هي خليط من ثلاثة مكونات من البروتين: (ط)المستضد الواقي، وعامل الاستقساء، و (ثالثا) عامل السمية. ينتج المستضد الواقي باضافته إلى عامل السمية مادة التوكسين السام، وينتج المستضد الواقي، باضافته إلى عامل الاستقساء تكسين الاستقساء. وتسبب هذه السموم تسبب الموت وتورم الأنسجة (الاستسقاء)، على التوالي.

## التعرض
التعرض المهني للحيوانات المصابة أو منتجاتها (مثل الجلد واللحم والصوف) هو الطريق المعتاد لتعرض البشر. العمال الذين يتعرضون إلى الحيوانات النافقة والمنتجات الحيوانية هم في أعلى درجة من المخاطر، وخصوصا في البلدان التي تنتشر فيها الجمرة الخبيثة. لا تزال الجمرة الخبيثة تحدث أثناء رعي الماشية في المراعي المفتوحة حيث تختلط مع الحيوانات البرية في الولايات المتحدة وفي أماكن أخرى. يتعرض العديد من العمال الذين يتعاملون مع الصوف والجلود الحيوانية بشكل روتيني لمستويات منخفضة من جراثيم الجمرة الخبيثة ولكن معظم حالات التعرض ليست كافية لتطوير عدوى مرض الجمرة الخبيثة. ويفترض، ان دفاعات الجسم الطبيعية يمكن ان تدمر مستويات التعرض المنخفضة. وهؤلاء الناس عادة يصابوا بعقد الجمرة الخبيثة الجلدية إذا التقطوا أي شيء. تاريخيا، أخطر أشكال استنشاق الجمرة الخبيثة كان يسمى مرض Woolsorters لأنه كان من الأخطار المهنية بالنسبة للأشخاص الذين يفرزوا الصوف. اليوم هذا الشكل من المرض نادر جدا، وتكاد لا يوجد حيوانات مصابة به.
آخر حالة لمرض الاستنشاق الجمرة الخبيثة الاستنشاق الطبيعي في الولايات المتحدة وقعت في ولاية كاليفورنيا في عام 1976، عندما توفي حائك منزلي بعد العمل مع صوف موبوء تم استيراده من باكستان. وجرى تشريح الجثة في مستشفى جامعة كاليفورنيا. لتقليل فرصة لانتشار المرض، كان ينقل المتوفين إلى مستشفى جامعة كاليفورنيا في هيئة كيس من البلاستيك مختوم داخل حاوية معدنية مختومة.
في نوفمبر 2008، أصبح آخر شخص يموت من مرض الجمرة الخبيثة هو صانع طبول في المملكة المتحدة الذي عمل مع جلود الحيوانات غير المعالجة.

## طريقة العدوى

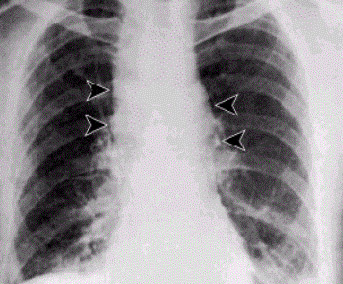
الاستنشاق الجمرة الخبيثة، mediastinal الآخذة في الاتساع

يمكن أن تدخل الجمرة الخبيثة إلى جسم الإنسان عن طريق المرئ (الابتلاع)، الرئتين (الاستنشاق)، أو الجلد (اللمس)، وتسبب أعراض سريرية مختلفة تعتمد على مكان دخولها. ويوضع الإنسان المصاب عموما تحت الحجر الصحي. ومع ذلك، لا ينتشر مرض الجمرة الخبيثة عادة من إنسان مصاب إلى إنسان غير مصاب. ولكن إذا كان المرض مميت يصبح جسم الشخص وكتلته من بكتيريا الجمرة الخبيثة مصدرا محتملا للعدوى للآخرين، ويجب اتخاذ احتياطات خاصة لمنع حدوث المزيد من الاصابات. الجمرة الخبيثة المستنشقة، إذا تركت دون علاج حتى تحدث الأعراض الواضحة، قد تكون قاتلة.
يمكن أن تحدث الإصابة بالجمرة الخبيثة في المختبر بدون قصد أو عن طريق التعامل مع الحيوانات المصابة أو صوفهم أو جلودهم. وقد استخدمت أيضا في الحرب البيولوجية من جانب الإرهابيين بغرض نقل العدوى إلى البشر، كما حدث، على سبيل المثال، في هجمات الجمرة الخبيثة عام 2001.

### الجمرة الخبيثة الرئوية
عدوى الجهاز التنفسي لدى البشر في البداية تبدا مع البرد أو باعراض تشبه اعراض الانفلونزا لعدة أيام، تليها انهيار شديد (وغالبا ما يكون مميتا) في الجهاز التنفسي. تاريخيا كان معدل الوفيات بنسبة 92 ٪، ولكن عندما عولج مبكرا (انظر في هجمات عام 2001 الجمرة الخبيثة) : بلغت الوفيات بلغ 45 ٪. وفي حالة تطور المرض إلى مرحلة المداهمة تكون نسبة الوفيات بنسبة 97 ٪ بغض النظر عن العلاج.
وتفيد التقارير ان العدوى القاتلة تنجم عن استنشاق ما يقرب من 10,000- 20,000 من الجراثيم، على الرغم من هذه الجرعة تختلف بين الأنواع المضيفة. هناك تباين واسع مثل كل الأمراض لقابلية التأثير مع أدلة على أن بعض الناس قد يموتون من التعرض لأقل من ذلك بكثير، هناك القليل من الأدلة الموثقة على التحقق من العدد الدقيق أو متوسط من جراثيم اللازمة للعدوى. يعرف أيضا استنشاق الجمرة الخبيثة بمرض فارزي الصوف أو جامعي الثياب حيث أن هذه المهن هي أكثر عرضة للإصابة بالمرض بسبب تعرضهم للمنتجات الحيوانية الموبوءة. ومن الممارسات الأخرى المرتبطة بالتعرض تشمل تقطيع قرون الحيوانات لصنع الأزرار، ومعالجة الشعر الخشن الذي يستخدم لتصنيع الفرش، والتعامل مع جلود الحيوانات. غير معروف إذا كانت جلود الحيوانات هذه جاءت من الحيوانات التي نفقت بسبب المرض أو من الحيوانات التي كانت ترقض على أرض عليها البكتيريا. ويستخدم هذا النمط من العدوى في الأسلحة البيولوجية.

### الجمرة الخبيثة في الجهاز الهضمي
عدوى الجهاز الهضمي في البشر هي في أغلب الأحيان بسبب تناول لحوم مصابة بالجمرة الخبيثة، وتتصف العدوى بصعوبات خطيرة في الجهاز الهضمي، مثل وتقيؤ الدم، والإسهال الحاد، والاتهاب الحاد في الأمعاء، وفقدان الشهية. وتم العثور علي بعض الجروح في الامعاء والفم والحلق. بعد غزو البكتيريا لنظام الامعاء، ينتشر عبر مجرى الدم في جميع أنحاء الجسم، مما يكثر السموم. يمكن أن تعالج التهابات الجهاز الهضمي ولكن عادة ما تكون النتيجة معدلات الوفيات من 25 ٪ إلى 60 ٪، على حسب سرعة البدء في العلاج.

### الجمرة الخبيثة الجلدية
تظهر الجمرة الخبيثة الجلدية في البشر مثل الحروق الجلدية، التي تشكل في نهاية المطاف قرحة لها مركز أسود (ندبة). تظهر الندبة سوداء في كثير من الأحيان كقرحة كبيرة، غير مؤلمة نخرية (تبدا كبثور جلدية مهيجة ولها حكة أو نقطة داكنة، تشبه إلى حد ما الخبز العفن) في موقع الإصابة. تتشكل الالتهابات الجلدية عموما داخل موقع البثور بين يومين إلى 5 أيام بعد التعرض. على عكس معظم الكدمات أو غيرها من الآفات، لا تسبب عادة عدوى الجمرة الخبيثة الجلدية عادة ألما.
نادرا ما تكون قاتلة الجمرة الخبيثة الجلدية إذا عولجت،  ولكن من دون علاج حوالي 20 ٪ من حالات العدوى الجلدية تؤدي إلى تسمم الدم والوفاة.

## العلاج والوقاية
لا يمكن أن تنتشر الجمرة الخبيثة مباشرة من شخص لآخر، ولكن قد تتلوث ملابس وجسم المريض بجراثيم الجمرة الخبيثة. ويمكن إزالة التلوث بواسطة الغسيل الشامل بالماء والصابون المضاد للجراثيم. وينبغي أن تعالج مياه الصرف الصحي، بمادة مبيضة أو وكيل اخر مضاد للميكروبات. ويمكن إزالة التلوث من المواد بغليان المواد الملوثة في المياه لمدة 30 دقيقة أو أكثر. ويعتبر الكلور غير فعال في القضاء على الجراثيم والخلايا النباتية على الأسطح، على الرغم من أن الفورمالدهايد فعال. وحرق الملابس هي فعال جدا في القضاء على الجراثيم. بعد إزالة التلوث، وليس هناك حاجة إلى تحصين وعلاج أو عزل الأشخاص المتصلين بالمريض بالجمرة الخبيثة إلا إذا تعرضوا أيضا لنفس مصدر العدوى. العلاج المبكر بالمضادات الحيوية من الجمرة الخبيثة ضروري ويقلل التأخير بشكل كبير من فرص النجاة. يتضمن علاج الجمرة الخبيثة وغيرها من الالتهابات البكتيرية جرعات كبيرة من المضادات الحيوية عن طريق الحقن والفم، مثل الكينولون الفلوري، مثل السيبروفلوكساسين (سيبرو)، الدوكسيسيكلين الاريثروميسين، المكورة أو البنسلين. في الحالات المحتملة لاستنشاق الجمرة الخبيثة، الاتقاء العلاج بالمضادات الحيوية في وقت مبكر أمر حاسم لمنع احتمال الوفاة. في مايو 2009، قدم الجينوم البشري العلوم طلب الحصول على ترخيص دواء جديد يسمى raxibacumab (اسم العلامة التجارية ABthrax) المخصص لمعالجة حالات الطوارئ من استنشاق الجمرة الخبيثة. إذا حدثت الوفاة من مرض الجمرة الخبيثة ويجب أن يعزل الجسم لمنع الانتشار المحتمل لجراثيم الجمرة الخبيثة. لا يقتل الدفن جراثيم الجمرة الخبيثة.
إذا كان الشخص مشتبها بموته من الجمرة الخبيثة، ينبغي اتخاذ كل الاحتياطات اللازمة لتجنب التلامس الجلدي مع الجسم الذي يحتمل أن يكون ملوث وبالسوائل الخارجة من فتحات الجسم الطبيعية. وينبغي أن يوضع الجسم في حجر صحى صارم. وينبغي أن تؤخذ عينة من الدم في حاوية مغلقة وتحليلها في مختبرات معتمدة للتحقق مما إذا كان مرض الجمرة الخبيثة هو سبب الوفاة. التصوير المجهري للعصيات مغلفة، عادة بأعداد كبيرة للغاية، في بقعة من الدم ملطخة الميثيلين الأزرق الملون (McFadyean صبغة) هو تشخيص كامل، على الرغم من ثقافة الكائن لا يزال المعيار الذهبي لتشخيص المرض. ومن المهم العزل الكامل للجسم لمنع نقل تلوث محتمل للآخرين. يجب استخدام الملابس الواقية المحكمة مثل القفازات المطاطية، المرايل المطاطية، والأحذية المطاطية عند التعامل مع الجسم. لاولا يجب كشف الجلد، وخاصة إذا كان يوجد جروح أو خدوش. يمفضل أدوات الحماية الشخصية التي تستعمل لمرة واحدة، ولكن إذا لم تتوفر، لا يمكن تحقيق إزالة التلوث عن طريق جهاز الأوتوكليف. وينبغي أن تعقم معدات الوقاية الشخصية والفلاتر، و/ أو تحرق وتدفن. تتراوح بكتيريا الجمرة الخبيثة bacillii بين 0.5-5.0 ميكرومتر في الحجم. ويجب على أي شخص يعمل مع الجمرة الخبيثة في الاشتباه أو الإصابة المؤكده لضحية ارتداء معدات التنفس قادرة على تنقية هذا الحجم من جسيمات أو أصغر. يوصي المعهد القومي الأميركي للصحة والسلامة المهنية وإدارة صحة وسلامة المناجم بالأقنعة مانعة للاستنشاق، مثل أقنعة نصف الوجه مع قدر عال من الكفاءة جزيئات الهواء فلتر. وينبغي عزل لجميع الملابس الملوثة في أكياس بلاستيكية مزدوجة، وتعامل معاملة النفايات بيولوجية الخطرة. وينبغي أن ترتدي الضحية حقيبة جسم محكمة. وتعتبر الضحايا الميتة التي يتم فتحها ولا تحرق مصدرا مثاليا لجراثيم الجمرة الخبيثة. وحرق الضحايا هي الطريقة المفضلة للتخلص من الجسم. وينبغي أن لا تحنط أو تشرح الجثة دون وجود مختبر مجهز بالكامل ومدربين وعاملين مطلعين.
يؤدي التأخير لبضعة أيام فقط جعل هذا المرض غير قابل للعلاج ويجب أن ببدأ العلاج حتى في غياب الأعراض إذا أمكن، إذا اشتبه في التعرض للتلوث. تموت حيوانات المصابة بالجمرة الخبيثة في كثير من الأحيان دون أي أعراض واضحة. قد تشبه الأعراض الأولية نزلات البرد، التهاب الحلق، وحمى خفيفة، آلام في العضلات والشعور بالضيق. بعد بضعة أيام، قد تتقدم الأعراض إلى مشاكل حادة في التنفس والصدمة والموت في نهاية المطاف. يمكن أن تحدث الوفاة من حوالي يومين إلى شهر بعد الإصابة، تبلغ الأعراض ذروتها بعد حوالي 8 أيام من الإصابة. ومن العروف سلالات الجمرة الخبيثة المقاومة للمضادات الحيوية.
في السنوات الأخيرة كانت هناك محاولات عديدة لتطوير أدوية جديدة ضد مرض الجمرة الخبيثة، ولكن الأدوية الموجودة فعالة إذا بدأ العلاج في وقت كافي.
يمكن أن يسمح الاكتشاف المبكر لمصادر عدوى الجمرة الخبيثة بأتخاذ تدابير وقائية. في رد فعل هجمات الجمرة الخبيثة أكتوبر 2001 ركبت دائرة بريد الولايات المتحدة (خدمة البريد الأميركية) أنظمة كشف بيولجية في مرافق إلغاء البريد واسعة النطاق. صيغت خطط استجابة أنظمة الكشف البيولجية بواسطة خدمة البريد الأميركية بالاشتراك مع المستجيبين المحليين بما في ذلك إطلاق قوات المطافي، والشرطة والمستشفيات والصحة العامة. تلقى العاملين في هذه المرافق تعليما حول الجمرة الخبيثة، وإجراءات الاستجابة والأدوية وقائية. بسبب تأخر الوقت اللازم لاحصول على التحقق النهائي في استخدام الجمرة الخبيثة، وقائية العلاج بالمضادات الحيوية للأفراد وربما يتعرض يجب أن تبدأ في أقرب وقت ممكن.
النموذج الأكثر فعالية للوقاية والتحصين ضد العدوى ولكن هذا يجب أن يتم في وقت مبكر جدا من التعرض للبكتيريا، وليس الحماية لأجل غير مسمى.

## لقاحات الجمرة الخبيثة
لقاح الجمرة الخبيثة المرخص لها من قبل إدارة الغذاء والدواء الأمريكية (الهيئة)، وينتج من غير سلالة واحدة غير قاتلة من جراثيم الجمرة الخبيثة، يتم تصنيعها من قبل شركة BioPort، التابعة لBioSolutions. الاسم التجاري هو BioThrax، على الرغم من أنها عادة ما تسمى قاح الجمرة الخبيثة كثف (أفا). يدار في ست جرعات في السلسلة الأولية في 0، 2، 4 أسابيع و 6 و12 و18 شهرا ؛ حقن منشطة سنوية مطلوبة بعد ذلك للمحافظة على الحصانة.
خلافا لدول حلف شمال الأطلسي، طور السوفييت واستخدموا لقاح للجمرة الخبيثة، معروف باسم لقاح STI، ينتج في تبليسي، جورجيا. وله آثار جانبية خطيرة تقيد استخدامه على البالغين الأصحاء.

## تنظيف الموقع
يمكن لجراثيم الجمرة الخبيثة البقاء على قيد الحياة لفترات طويلة من الزمن في البيئة بعد إطلاقهم. أكثر طرق لتنظيف المواقع الملوثة بالجمرة الخبيثة شيوعا تستخدم عامل مؤكسد مثل البيروكسيدات، وأكسيد الإيثيلين، سانديا الرغوة،  ثاني اكسيد الكلور (استخدم في مبنى هارت التابع لمجلس الشيوخ)، والمنتجات التي تحتوي على ماء الجافال هيبوكلوريت الصوديوم. هذه العوامل تدمر ببطء الجراثيم البكتيرية.
وثمة حل التبييض لمعالجة الأسطح الصلبة ووافقت عليها وكالة حماية البيئة. ويمكن خلط مواد التبييض التي أعدتها جزء واحد (5.25 ٪ -6.00 ٪) على جزء واحد والخل الأبيض لثمانية أجزاء من الماء. التبييض والخل يجب ألا تكون مجتمعة معا بشكل مباشر، لأن ذلك يمكن أن تنتج غاز الكلور. بل إن بعض المياه يجب أولا أن تضاف إلى التبييض (على سبيل المثال، وهما كوب ماء إلى كوب واحد من التبييض)، ثم الخل (على سبيل المثال، كوب واحد)، ومن ثم بقية الماء (على سبيل المثال، ستة أكواب). وينبغي أن الرقم الهيدروجيني للحل يتم اختبارها مع ورقة الاختبار الشريط ؛ والأسطح المعالجة يجب أن تبقى على اتصال مع حل التبييض لمدة 60 دقيقة (تكرار الطلبات سيكون ضروريا للحفاظ على الأسطح الرطبة).
ثناني أكسيد الكلور قد برزت بوصفها كمبيد بيولوجي يفضل ضد الجمرة الخبيثة المواقع الملوثة، وقد استخدمت في علاج العديد من المباني الحكومية على مدى العقد الماضي. والعائق الرئيسي هو الحاجة لعمليات موقعية لديها المتفاعلة على الطلب.
لتسريع العملية، وكميات قليلة من غير محفز سامة تتكون من الحديد وtetro - amido يغند macrocyclic ق هي مجتمعة مع كربونات الصوديوم، وبيكربونات وتحويلها إلى رذاذ. الصيغة الرش يتم تطبيقه على المنطقة الموبوءة، وتبعتها أخرى تحتوي على رذاذ طريقة التعبئة. 
باستخدام الأسلوب المحفز، والتدمير الكامل لجميع جراثيم الجمرة الخبيثة لا يمكن أن يتحقق في أقل من 30 دقيقة. وهناك حافز المعايير رذاذ الحرة يدمر أقل من نصف الجراثيم في نفس المقدار من الوقت. أنها يمكن أن تكون ساخنة، ويتعرضون لأقسى المواد الكيميائية، وأنها لا تموت بسهولة.
تنظيفات في مجلس الشيوخ مبنى للمكاتب، ومرافق ملوثة عدة البريدية وغيرها من حكومة الولايات المتحدة ومباني المكاتب الخاصة أظهرت أن من الممكن إزالة التلوث، ولكنها تستغرق وقتا طويلا ومكلفا. إزالة مبنى مكتب مجلس الشيوخ من جراثيم الجمرة الخبيثة التكلفة 27 مليون دولار، وفقا لمكتب المحاسبة الحكومي. تنظيف برنتوود البريدية خارج واشنطن حيث التكلفة 130 مليون دولار واستغرق 26 شهرا. ومنذ ذلك الحين، وأحدث أساليب أقل تكلفة وضعت.
ويعتبر تنظيف المناطق الملوثة بالجمرة الخبيثة في المزارع وفي البرية أكثر صعوبة. قد تحرق الجثث، وعلى الرغم من أنه غالبا ما يستغرق فترة تصل إلى ثلاثة أيام لحرق جثة كبيرة وهذا ليس ممكنا في المناطق قليلة الخشب. قد يكون دفن الجثث، على الرغم من دفن الحيوانات الكبيرة عميقة بما يكفي لمنع الظهور من الجراثيم ويتطلب الكثير من القوى العاملة والأدوات باهظة الثمن. ذبائح كانت غارقة في الفورمالديهايد لقتل الجراثيم، على الرغم من هذه المسائل واضحة والتلوث البيئي. كتلة حرق الغطاء النباتي في مناطق واسعة تضم تفشى مرض الجمرة الخبيثة قد حوكم، وهذا، في حين المدمرة للبيئة، وأسباب الحيوانات السليمة للابتعاد عن منطقة مع جثث في البحث عن رعي الطازجة وتصفح. بعض العاملين في مجال الحياة البرية وقد جربت تغطية جثث جديدة مع الجمرة الخبيثة shadecloth والأشياء الثقيلة. هذا يمنع بعض الزبالين من فتح جثث، مما يسمح للبكتيريا معفن داخل الذبيحة لقتل الخلايا الخضرية عصيات الجمرة الخبيثة، ومنع sporulation. هذا الأسلوب أيضا سلبياتها، كما الزبالين مثل الضباع هي قادرة على اختراق أي ما يقرب من exclosure. حدوث مرض الجمرة الخبيثة السابق، التي طفت على السطح من تحت سطح الأرض من حركة الرياح في المنطقة المنكوبة بالجفاف مع المنضب الرعي والتصفح، ويمكن أن ينظر إليها باعتبارها شكلا من أشكال اعدام الطبيعية وخطوة أولى في إعادة تأهيل المنطقة.

## تاريخ

### اكتشافه
أول من تعرف على البكتيريا التي تسبب مرض الجمرة الخبيثة في عام 1875. روبرت كوخ، وهو طبيب وعالم ألماني، عمله الرائد في أواخر القرن التاسع عشر كان أحد أول الإثباتات الأمراض يمكن أن تسببها الجراثيم. في سلسلة من التجارب الرائدة وكشف عن دورة الحياة، ووسائل انتقال الجمرة الخبيثة. لم تساعد تجاربه فقط في خلق فهم مرض الجمرة الخبيثة، ولكن أيضا ساعدت في الكشف عن دور الميكروبات في تسبب المرض في وقت كانت لا تزال فيه مناقشات عن نظرية الخلية مقابل نظرية التولد العفوي. تابع كوخ دراسة آليات الأمراض الأخرى، ومنح عام 1905 جائزة نوبل في الطب لاكتشافه البكتيريا المسببة للمرض السل. ويعتبر كوخ اليوم أحد أهم علماء الأحيا ومؤسس البكتريولوجيا الحديثة.

### أول تطعيم
في مايو 1881 قام لويس باستور بإجراء تجربة عامة لشرح مفهومه للتلقيح. أعد مجموعتين من 25 نعجة وعنزة وبعض الأبقار. حقنت الحيوانات من مجموعة واحدة بلقاح مضاد للجمرة الخبيثة أعدت باستور مرتين، في الفترة الفاصلة من 15 يوما ؛ تركت المجموعة مراقبة غير ملقحة. بعد ثلاثين يوما من الحقن الأولى حقن كلا الفريقين ببكتريا حبة للجمرة الخبيثة. ماتت كل الحيوانات في المجموعة الغير ملقحة، في حين عاشت جميع الحيوانات في المجموعة التي تم تلقيحها.
بعد اتقان طريقة التطعيم طبق باستور المفهوم على لداء الكلب. ذهب في لتطوير لقاحات ضد الجدري والكوليرا، والحمرة والخنازير.
وأصبح القاح البشري للجمرة الخبيثة متاح في عام 1954. كانت هذه الخلية لقاحات مجانية بدلا من الخلية الحية باستور على غرار اللقاحات المستخدمة للأغراض البيطرية. أصبحت خلية تحسين اللقاح الحرة أصبحت متاحة في عام 1970.

## الحرب البيولوجية
اختبرت الجمرة الخبيثة لأول مرة كسلاح بيولوجي من الوحدة 731 من الجيش الياباني Kwantung في منشوريا خلال ثلاثينات القرن العشرين، تضمنت بعض من هذه الاختبارات نقل العدوى المتعمدة للأسرى الحرب، وقتل الآلاف منهم. سميت الجمرة الخبيثة، في ذلك الوقت بالعامل N، كما تم التحقيق من قبل الحلفاء في الأربعينات. اختبر الجيش البريطاني أسلحة الجمرة الخبيثة Gruinard التجريبية على هذه الجزيرة الواقعة قبالة الساحل الشمالي الغربي لاسكتلندا، في عام 1943. Gruinard أحرق أكثر من مرة على الأقل، ولكن اعتبارا من أواخر 1980s، كان لا يزال كثيفا الملوثة بجراثيم للسماح غير المحمية وصول الإنسان، مما يدل على جراءة من جراثيم الجمرة الخبيثة. الجمرة الخبيثة تسلحي كانت جزءا من مخزون الولايات المتحدة قبل تدميره في عام 1972. "
يمكن للجراثيم الجمرة الخبيثة، واستخدمت كسلاح للحرب البيولوجية. أول حالات الحديثة وقعت عندما الإسكندنافية «مقاتلي الحرية» (الجماعات المتمردة) التي قدمتها هيئة الأركان العامة الألمانية استخدام الجمرة الخبيثة مع النتائج غير معروفة ضد الجيش الإمبراطوري الروسي في فنلندا في عام 1916. هناك تاريخ طويل في مجال الأسلحة البيولوجية البحوث العملية في هذا المجال. على سبيل المثال، في عام 1942 تجارب الأسلحة البيولوجية البريطانية  ملوثة بشدة Gruinard جزيرة في اسكتلندا على جراثيم الجمرة الخبيثة من سلالة Vollum - 14578، مما يجعلها منطقة محظورة حتى تم تطهيرها في عام 1990. المحاكمات Gruinard تشارك اختبار فعالية على قنابل عنقودية من نون «قنبلة» سلاح بيولوجي. وبالإضافة إلى ذلك، تم إعداد خمسة ملايين «الكسب» من عصية الجمرة الخبيثة وتخزينها في بورتون داون في عملية «نباتي» سلاح مضاد للماشية المعدة للهجمات على ألمانيا من جانب سلاح الجو الملكي.  الكعك الماشية المصابة كان من المقرر أن أسقطت على ألمانيا في عام 1944. لكن أيا كانت تستخدم الكعك ولا القنبلة ؛ الكعك الماشية تم حرقها في عام 1945 في وقت متأخر.
في الآونة الأخيرة في روديسيا ذُكر أن الحكومة استخدمت ضد الجمرة الخبيثة الماشية والبشر في الفترة 1978-1979 خلال حربها مع القوميين السود.
وعادة ما يجري تلقيح الأفراد العسكرية الأمريكية والبريطانية ضد الجمرة الخبيثة قبل الخدمة الفعلية في أماكن الهجمات البيولوجية تعتبر تهديدا.
الاسهم تسليحه من الجمرة الخبيثة في الولايات المتحدة كانت قد دمرت في 1971-72 بعد الرئيس نيكسون امر تفكيك برامج الولايات المتحدة الحرب البيولوجية في عام 1969 وتدمير جميع المخزونات الموجودة من الأسلحة البيولوجية. ومن المعروف أن الأبحاث لا تزال في الولايات المتحدة بشأن سبل التصدي لهجمات بالأسلحة البيولوجية.
الاتحاد السوفياتي إنشاء وتخزينها 100 إلى 200 طن من جراثيم الجمرة الخبيثة على جزيرة فوزروزدنيا كانت مهجورة في عام 1992 ودمرت في عام 2002.

### الحادث السوفياتي: 2 أبريل 1979
على الرغم من توقيع اتفاق عام 1972 وحتى نهاية إنتاج الأسلحة البيولوجية للحكومة من الاتحاد السوفياتي لديه برنامجا نشطا للأسلحة البيولوجية التي تضمنت إنتاج مئات الأطنان من الأسلحة الجمرة الخبيثة الصف بعد هذه الفترة. يوم 2 أبريل 1979 بعض الناس أكثر من مليون شخص يعيشون في سفيردلوفسك (التي تسمى الآن ايكاترينبرغ، روسيا)، على بعد حوالى 850 ميلا إلى الشرق من موسكو، وتعرضوا لإطلاق عرضي للجمرة الخبيثة من الأسلحة البيولوجية المعقدة يقع بالقرب من هناك. ما لا يقل عن 94 شخصا اصيبوا، منهم 68 على الاقل لقو حتفهم. توفي أحد الضحايا بعد أربعة أيام من الإفراج عنه، على مدار ثمانية عشر يوما في ذروة من الوفيات، وخلال الأسابيع الستة الماضية في وقت لاحق. تنظيف واسعة النطاق، واللقاحات والتدخلات الطبية تمكنت من انقاذ نحو 30 من الضحايا. تغطية واسعة وعمليات تدمير السجلات من الكي جي بي استمرت من 1979 وحتى الرئيس الروسي بوريس يلتسين اعترف هذا الحادث الجمرة الخبيثة في عام 1992. جين Guillemin ذكرت في عام 1999 على أن الجمع بين الروسي والولايات المتحدة فريق التحقيق في الحادث الذي وقع في عام 1992.
ما يقرب من جميع العاملين في وردية الليل في مصنع للسيراميك مباشرة عبر الشارع من المرفق البيولوجي (مجمع 19) بالمرض، وتوفي أكثر. منذ أكثر من الرجال، كانت هناك شكوك من جانب حكومات حلف الناتو أن الاتحاد السوفياتي قد وضعت على أساس نوع الجنس للأسلحة محددة. وألقت الحكومة باللوم على تفشي المرض على استهلاك اللحوم الملوثة بالجمرة الخبيثة، وأمرت بمصادرة جميع اللحوم غير الخاضعة للتفتيش التي دخلت المدينة. كما أنها أمرت أن كل كلب شارد ق سيتم إطلاق النار وهذا الشعب ليس لديها اتصال مع الحيوانات المريضة. كان هناك أيضا الإخلاء الطوعي والجمرة الخبيثة برنامج التطعيم التي أنشئت لشعب 18-55.
لدعم تستر القصة نشرت المجلات الطبية والقانونية السوفياتية مقالات عن تفشي هذا المرض في الثروة الحيوانية التي تسبب مرض الجمرة الخبيثة في معهد جوته الاشخاص الذين يستهلكون اللحوم المصابة، والجمرة الخبيثة الجلدية في الاشخاص الذين كانوا على اتصال مع الحيوانات. وتمت مصادرتها جميع السجلات الطبية والصحية العامة بواسطة الكي جي بي. بالإضافة إلى مشاكل طبية ان سبب انتشار، كما أنه دفع الدول الغربية ليكون (مبرر) لمزيد من السرية المشبوهة السوفياتي برنامج الأسلحة البيولوجية وزيادة قدرتها على مراقبة المواقع المشتبه بها. في عام 1986 كان يسمح للحكومة الأمريكية للتحقيق في الحادث، وخلصت إلى أن التعرض لمرض الجمرة الخبيثة هو من الهباء الجوي من منشأة لإنتاج الأسلحة العسكرية. في عام 1992، اعترف الرئيس بوريس يلتسين انه «واثق تماما» بأن «الشائعات» حول الاتحاد السوفياتي انتهاك معاهدة الأسلحة البيولوجية في عام 1972 كان صحيحا. الاتحاد السوفياتي، مثل الولايات المتحدة والمملكة المتحدة، قد وافقت على تقديم معلومات إلى الأمم المتحدة عن برامجها للأسلحة البيولوجية ولكنه لم يعرف أبدا المرافق واعترف لبرنامج الأسلحة.

### الجمرة الخبيثة في الإرهاب البيولوجي
من الناحية النظرية يمكن زراعة جراثيم الجمرة الخبيثة مع الحد الأدنى من المعدات الخاصة والجماعية في السنة الأولى من التعليم الميكروبيولوجية، ولكن في الممارسة العملية الإجراء صعب وخطير. لتقديم كميات كبيرة من شكل رذاذ الجمرة الخبيثة مناسبة لحرب بيولوجية واسعة النطاق يتطلب المعرفة العملية، والتدريب، ومعدات متقدمة للغاية.
جراثيم الجمرة الخبيثة المركزة كانت تستخدم في أعمال الإرهاب البيولوجي في هجمات عام 2001 الجمرة الخبيثة في الولايات المتحدة، عن طريق إرسال رسائل بريدية تحتوي على الجراثيم. وأرسلت هذه الرسائل إلى عدة مكاتب إعلامية واثنين من أعضاء مجلس الشيوخ الديمقراطيين هما: توم داشل من داكوتا الجنوبية وباتريك ليهي من فيرمونت. ونتيجة لذلك، أصيب 22 شخصا وخمسة منهم. فقط بضعة غرامات من المواد واستخدمت في هذه الهجمات وفي آب / أغسطس 2008 وزارة العدل الأميركية أعلنت أنها تعتقد أن بروس ايفينز، وهو باحث كبير في مجال التحاليل البيولوجية يعمل لدى حكومة الولايات المتحدة، كان مسؤولا عن ذلك.كان  هذه الأحداث أيضا ولدت الكثير من الخدع الخبيثة.
بسبب هذه الأحداث، وتركيب دائرة الخدمات البريدية في الولايات المتحدة أنظمة الكشف ع ن الغازات البيولوجية في مراكز التوزيع الرئيسة، بنشاط مسح لمرض الجمرة الخبيثة (فحص فعال للأنثراكس) التي يجري نقلها عن طريق البريد.

### تطهير البريد
ردا على هجمات الجمرة الخبيثة الخدع البريدية والخدمات البريدية في الولايات المتحدة بعض تعقيم البريد باستخدام عملية التشعيع بأشعة جاما والعلاج وفقا لصيغة انزيم الملكية التي قدمتها شركة سيبكو للصناعات المحدودة. 
في تجربة علمية قام بها طالب في مدرسة ثانوية، نشرت في وقت لاحق في المجلة الطبية لعلم السموم، واشارت ان المكواة الكهربائية المنزلي في وضعها الأكثر سخونة (على الأقل 400 °ف (204 °م) تستخدم لمدة 5 دقائق يجب أن تدمر كل جراثيم الجمرة الخبيثة في المغلف البريدي العادي.